# Auricuprid
Auricuprid, auch Goldcuprid oder Cuproaurit, ist ein selten vorkommendes Mineral aus der Mineralklasse der „Elemente (einschließlich natürliche Legierungen, intermetallische Verbindungen, Carbide, Nitride, Phosphide und Silicide)“ mit der idealisierten chemischen Zusammensetzung Cu3Au und ist damit chemisch gesehen eine natürliche Legierung aus Kupfer und Gold mit dem Stoffmengenverhältnis von 3 : 1.
Auricuprid kristallisiert im kubischen Kristallsystem und bildet massive, am Rand sehr dünne, flache Aggregate bis etwa 100 μm Größe von bronzegelber bis kupferroter Farbe. Im Auflichtmikroskop erscheint das Mineral rosaviolett.

## Etymologie und Geschichte
Benannt ist das Mineral nach den lateinischen Bezeichnungen der beteiligten Elemente aurum für Gold und cuprum für Kupfer. 
Als natürliche Mineralbildung wurde Auricuprid erstmals in der Gold-Lagerstätte Zolotaya Gora („Goldberge“), genauer im später als „Mine No. 9“ bezeichneten Bergwerk entdeckt, das zwischen den Schluchten Alekseevskii und Novyi am Bergrücken des Karabasch nahe der gleichnamigen Stadt in der russischen Oblast Tscheljabinsk (Südural) liegt. Die erstmalige Beschreibung dieser Lagerstätte und des kupferfarbenen Goldes erfolgte bereits 1908 durch A. Nikolaev. Eine genaue mineralogische Beschreibung des Kupfergoldes aus Karabasch folgte 1935 und 1939 durch M. P. Lozhechkin, der damit als Entdecker des Minerals gilt und die Bezeichnung Cuproaurid  für das neue Mineral vorschlug. Eine erste chemische Zusammensetzung des Minerals ermittelte K. A. Nenadkevich mit einem Anteil von 74,33 Gew.-% Gold, 20,39 Gew.-% Kupfer und einem geringeren Anteil von bis zu 4,49 Gew.-% Silber, wobei silberhaltige Auricupride inzwischen als Varietät (Argentocuproaurid) angesehen werden. Nach neueren Analysen ist die bereinigte, idealisierte chemische Zusammensetzung Cu3Au.
Als synthetisches Produkt war die Verbindung Cu3Au allerdings schon vor der Erstbeschreibung des Minerals bekannt. Der von Lozhechkin vorgeschlagene Name wurde 1950 durch Paul Ramdohr in Auricuprid geändert.
Da aber auch der Auricuprid bereits vor der Gründung der International Mineralogical Association (IMA) bekannt und als eigenständige Mineralart anerkannt war, wurde dies von ihrer Commission on New Minerals, Nomenclature and Classification (CNMNC) übernommen und bezeichnet den Auricuprid als sogenanntes „grandfathered“ (G) Mineral. Die seit 2021 ebenfalls von der IMA/CNMNC anerkannte Kurzbezeichnung (auch Mineral-Symbol) von Auricuprid lautet „Auc“.
Typmaterial für das Mineral ist nicht definiert beziehungsweise dessen Aufbewahrungsort nicht dokumentiert.

## Klassifikation
Die strukturelle Klassifikation der International Mineralogical Association (IMA) zählt den Auricuprid zur Gruppe der nicht stöchiometrischen Einfachperowskite mit unbesetzter B-Position in der Perowskit-Supergruppe. Hier bildet er zusammen mit Tomamaeit, Atokit, Awaruit, Olgafrankit, Sidorovit, Chengdeit, Isoferroplatin, Rustenburgit, Yixunit und Zvyagintsevit die Auricuprid-Untergruppe.
Bereits in der veralteten 8. Auflage der Mineralsystematik nach Strunz gehörte der Auricuprid zur Mineralklasse der „Elemente“ und dort zur Abteilung der „Metalle und intermetallischen Legierungen (ohne Halbmetalle)“, wo er zusammen mit Gold, Kupfer und Silber die „Kupfer-Reihe“ mit der Systemnummer I/A.01 bildete.
In der zuletzt 2018 überarbeiteten Lapis-Systematik nach Stefan Weiß, die formal auf der alten Systematik von Karl Hugo Strunz in der 8. Auflage basiert, erhielt das Mineral die System- und Mineralnummer I/A.01-050. Dies entspricht ebenfalls der Element-Abteilung „Metalle und intermetallische Verbindungen“, wo Auricuprid zusammen mit Anyuiit, Bogdanovit, Cuproaurid (Q), Gold, Hunchunit, Kupfer, Novodneprit, Silber, Tetra-Auricuprid und Yuanjiangit eine unbenannte Gruppe mit der Systemnummer I/A.01 bildet.
Auch die von der International Mineralogical Association (IMA) zuletzt 2009 aktualisierte 9. Auflage der Strunz’schen Mineralsystematik ordnet den Auricuprid in die Abteilung der „Metalle und intermetallischen Verbindungen“ ein. Diese ist allerdings weiter unterteilt nach den in der Verbindung vorherrschenden Metallen, die entsprechend ihrer verwandten Eigenschaften in Metallfamilien eingeteilt wurden. Auricuprid ist hier entsprechend seiner Zusammensetzung in der Unterabteilung „Kupfer-Cupalit-Familie“ zu finden, wo es als einziges Mitglied eine unbenannte Gruppe mit der Systemnummer 1.AA.10a bildet.
In der vorwiegend im englischen Sprachraum gebräuchlichen Systematik der Minerale nach Dana hat Auricuprid die System- und Mineralnummer 01.01.02.01. Das entspricht ebenfalls der Klasse und gleichnamigen Abteilung „Elemente“. Hier findet er sich innerhalb der Unterabteilung „Elemente: Metallische Elemente außer der Platingruppe“ in der „Auricupridgruppe“ mit der Systemnummer 01.01.02, in der auch Tetra-Auricuprid und Yuanjiangit eingeordnet sind.

## Kristallstruktur

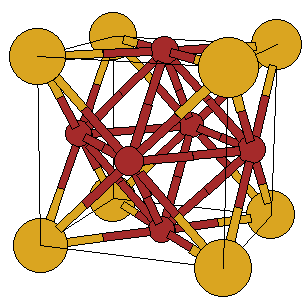
Kristallstruktur von Auricuprid

Auricuprid kristallisiert in der kubischen Raumgruppe Pm3m (Raumgruppen-Nr. 221) mit dem Gitterparameter a = 3,75 Å sowie einer Formeleinheit pro Elementarzelle.
Die Kristallstruktur besteht aus würfelförmigen Elementarzellen mit kubisch dichtester Kugelpackung, was einem kubisch flächenzentrierten Gitter entspricht. Jedes Goldatom ist dabei von je 12 Kupferatomen als direkten Nachbarn umgeben beziehungsweise jedes Kupferatom von je 4 Gold- und 8 Kupferatomen.

## Eigenschaften
Auricuprid (Goldcuprid) ist deutlich dunkler als Gold, was auf Mineralproben auch gut zu erkennen ist, da er häufig mit Gold vergesellschaftet auftritt. In Öl reflektiert Auricuprid das Licht zudem mit einem auffälligen rosavioletten Farbton. Gegen Verwitterung und durch oberflächliche Oxidation verursachte Anlauffarben ist Auricuprid allerdings ähnlich beständig wie Gold.
Auricuprid hat eine höhere Härte als reines oder silberhaltiges Gold und wird daher beim Transport zu den Seifenlagerstätten weniger zu dünnen Blättchen deformiert.

## Modifikationen und Varietäten
Auricuprid bildet zwei Varietäten, den Argentocuproaurid und den Rozhkovit. Argentocuproaurid enthält zusätzlich zu Gold und Kupfer noch Silber. Die palladiumhaltige Varietät Rozhkovit galt bis zu ihrer Diskreditierung durch die IMA im Jahr 2006 als eigenständiges Mineral.

## Bildung und Fundorte
Auricuprid bildet sich bei niedrigen Temperaturen durch Ordnung und Entmischung von Kupfer-Gold-Legierungen in Serpentiniten, wo er unter anderem in Paragenese mit Gold, Kupfer und anderen Gold-Kupfer-Legierungen auftritt. 
Als seltene Mineralbildung konnte Auricuprid nur an wenigen Fundorten nachgewiesen werden, wobei weltweit bisher rund 20 Fundorte dokumentiert sind (Stand 2018).
Neben seiner Typlokalität Zlatoya Gora im Ural konnte Auricuprid in Russland noch im Kondjor-Massiv in der Region Chabarowsk und im Aldanhochland in der Republik Sacha sowie bei Pawlowsk nahe dem Chankasee in der Region Primorje im Föderationskreis Ferner Osten, in der Kupfer-Nickel-Lagerstätte Talnach nahe Norilsk in der Region Ostsibirien und auf der Insel Alexandraland in Nordwestrussland gefunden werden.
Der bisher einzige bekannte Fundort in der Schweiz ist Weierfeld im Bezirk Rheinfelden (Kanton Aargau).
Weitere bisher bekannte Fundorte sind Cajoncillo nahe Alemanía in der argentinischen Provinz Salta, am Wilson River auf der australischen Insel Tasmanien, die Kupfer- und Edelmetall-Lagerstätte El Indio in der Provinz Elqui (Región de Coquimbo) in Chile, das Gebiet um Korydallos im Pindosgebirge in der griechischen Region Epirus, Novodneprovsk auf dem Gebiet Aqmola in Kasachstan, Jidoştiţa im Kreis Mehedinți und Valea lui Stan im Kreis Vâlcea in Rumänien, Borovec bei Štěpánov nad Svratkou in der tschechischen Region Mähren, der Tagebau Sandsloot in der Provinz Limpopo und die Platin-Eisen-Magnesium-Lagerstätte Mooihoek (Mooihoek Farm) in der Provinz Mpumalanga in Südafrika sowie Pefkos im Bezirk Limassol und Laksia im Bezirk Nikosia auf Zypern.